# Ligny-le-Ribault
Pour les articles homonymes, voir Ligny et Ribault.
Ligny-le-Ribault est une commune française située dans le département du Loiret en région Centre-Val de Loire.

## Géographie

### Localisation

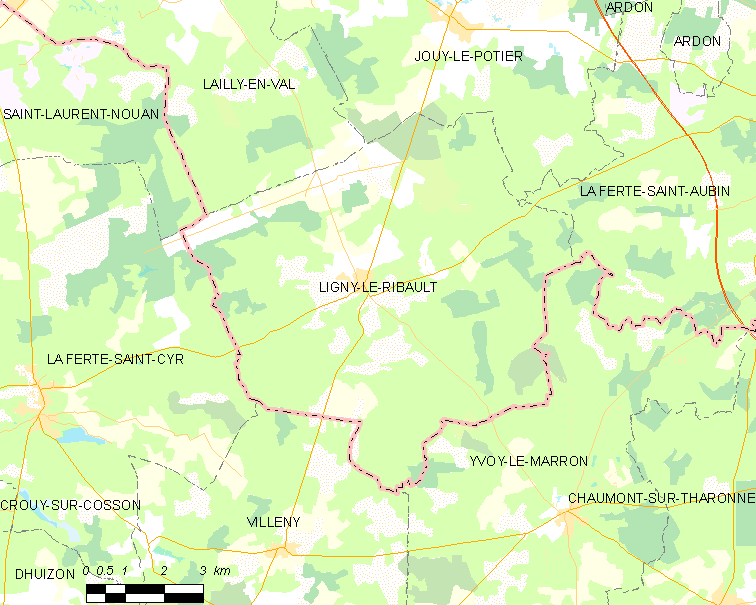
Carte de la commune de Ligny-le-Ribault et des communes limitrophes.

La commune de Ligny-le-Ribault se trouve dans le quadrant sud-ouest du département du Loiret en limite du département de Loir-et-Cher, dans la région agricole de la Sologne et l'aire urbaine d'Orléans. À vol d'oiseau, elle se situe à 26,2 km  d'Orléans, préfecture du département, et à 12,5 km de La Ferté-Saint-Aubin, ancien chef-lieu du canton dont dépendait la commune avant mars 2015. La commune fait partie du bassin de vie de La Ferté-Saint-Aubin.
Les communes les plus proches sont : Villeny (7 km, en Loir-et-Cher), Jouy-le-Potier (7,4 km), Yvoy-le-Marron (7,9 km, en Loir-et-Cher), La Ferté-Saint-Cyr (8,7 km, en Loir-et-Cher), La Marolle-en-Sologne (11 km, en Loir-et-Cher), Lailly-en-Val (11,8 km), Chaumont-sur-Tharonne (12,2 km, en Loir-et-Cher), La Ferté-Saint-Aubin (12,5 km), Ardon (12,6 km) et Saint-Laurent-Nouan (13,1 km).
| Lailly-en-Val                     | Jouy-le-Potier         | La Ferté-Saint-Aubin          |
| La Ferté-Saint-Cyr (Loir-et-Cher) | Ligny-le-Ribault       | La Ferté-Saint-Aubin          |
| La Ferté-Saint-Cyr (Loir-et-Cher) | Villeny (Loir-et-Cher) | Yvoy-le-Marron (Loir-et-Cher) |

### Géologie et relief

#### Géologie
La commune se situe dans le sud du Bassin parisien, le plus grand des trois bassins sédimentaires français. Cette vaste dépression, occupée dans le passé par des mers peu profondes et des lacs, a été comblée, au fur et à mesure que son socle s’affaissait, par des sables et des argiles, issus de l’érosion des reliefs alentours, ainsi que des calcaires d’origine biologique, formant ainsi une succession de couches géologiques.
Les couches affleurantes sur le territoire communal sont constituées de formations superficielles du Quaternaire et de roches sédimentaires datant du Cénozoïque, l'ère géologique la plus récente sur l'échelle des temps géologiques, débutant il y a 66 millions d'années. La formation la plus ancienne est des sables et argiles de Sologne remontant à l’époque Miocène de la période Néogène. La formation la plus récente est des alluvions récentes des lits mineurs remontant à l’époque Holocène de la période Quaternaire. Le descriptif de ces couches est détaillé dans les feuilles « no 397 - Beaugency » et « no 398 - La Ferté-Saint-Aubin » de la carte géologique au 1/50 000ème du département du Loiret, et leurs notices associées,.

Carte géologique de la commune.

|  | Fz :   | alluvions récentes des lits mineurs, Holocène                                  |
|  | FC :   | alluvions et colluvions du fond des vallées secondaires, Holocène              |
|  | Fy-z : | alluvions récentes de basse terrasse, Holocène                                 |
|  | FybS : | alluvions de basse terrasse de Sologne, Pléistocène (Wurm), terrasse +5 m      |
|  | FyaS : | alluvions de basse terrasse de Sologne, Pléistocène (Wurm), terrasse +8 m      |
|  | FxS :  | alluvions de moyenne terrasse de Sologne, Pléistocène (Mindel), terrasse +10 m |
|  | Fvb :  | alluvions de haute terrasse, Pléistocène (Mindel), terrasse +20 m              |

|  | m3-p1SASo : | sables et argiles de Sologne, Langhien supérieur à Pliocène inférieur |

#### Relief
La superficie cadastrale de la commune publiée par l’Insee, qui sert de références dans toutes les statistiques, est de 59,21 km2,. La superficie géographique, issue de la BD Topo, composante du Référentiel à grande échelle produit par l'IGN, est quant à elle de 58,81 km2. Son relief est relativement plat puisque la dénivelée maximale atteint 33 mètres. L'altitude du territoire varie entre 84 m et 117 m.

### Hydrographie
Elle est limitrophe et est traversée par le Cosson et la Canne, un affluent important du Cosson dont il reçoit les eaux en amont et à l'est de Ligny-le-Ribault.

## Histoire
Une gare des tramways de Sologne se situait dans la commune. La décision de construction de la ligne a été prise le 1er juin 1901. Elle est déclarée d’utilité publique par le décret du 15 mai 1903 et sera ouverte le 15 mai 1905. En 1917, le train partait à 7 h 15 d’Orléans pour arriver à Ligny à 9 h 21, soit près de 2 heures. Par la suite, le train ne mettra plus qu’une heure. La ligne sera fermée en 1935.
À Orléans, les trains partaient soit du Moulin de la Madeleine soit de Saint-Marceau puis desservaient les gares de Saint-Hilaire, Mareau-aux-Prés, Saint-Fiacre, Cléry-Saint-André, Jouy-le-Potier, Ligny-le-Ribault. À partir de 1906, une extension permettait d'aller à Villeny, La Marolle-en-Sologne, Neung-sur-Beuvron et Romorantin, le terminus.

### Toponymie
Ligny serait propriété de l'abbaye Saint-Mesmin de Micy en 508, tandis que font état d'un Litiniacense en 836, Liminiacus en 938, Latinacius en 1022, Litiniacus au XIe siècle. Au XIVe siècle apparaît le nom de Lognaco Ribaldi et c'est donc à partir de 1369 ou 1370 que Ligny est reconnu sous ce nom. On relève ensuite, dans un acte notarié de 1486 la dénomination Ligny-le-Ribaud et ce n'est qu'en 1552 que l'orthographe actuelle de Ribault est notée, mais même le nom de Ribault est contesté. Ribaud pour les uns, Ribault pour les autres, l'origine est la même selon l'orthographe retenue.

### Héraldique
| Blason de Ligny-le-Ribault | Les armes de Ligny-le-Ribault se blasonnent ainsi : De sinople à la barre cousue de gueules chargée d'une barre d'argent surchargée de l'inscription LIGNY-LE-RIBAULT en lettres capitales de sable, accompagnée, en chef, d'un ensemble de deux giroles et d'un cerf et, en pointe, d'une bonde d'étang et d'un épi de seigle en barre, le tout d'or rangé en deux barres, au chef cousu aussi de gueules chargé de deux lettres L et R capitales en écriture ronde aussi d'argent accostées de deux petits rameaux de chêne feuillés de quatre pièces du même posés en bande. |

### Climat
Pour des articles plus généraux, voir Climat du Centre-Val de Loire et Climat du Loiret.
En 2010, le climat de la commune est de type climat océanique dégradé des plaines du Centre et du Nord, selon une étude du CNRS s'appuyant sur une série de données couvrant la période 1971-2000. En 2020, Météo-France publie une typologie des climats de la France métropolitaine dans laquelle la commune est exposée à un climat océanique altéré et est dans la région climatique Moyenne vallée de la Loire, caractérisée par une bonne insolation (1 850 h/an) et un été peu pluvieux.
Pour la période 1971-2000, la température annuelle moyenne est de 11,1 °C, avec une amplitude thermique annuelle de 15,4 °C. Le cumul annuel moyen de précipitations est de 676 mm, avec 11,1 jours de précipitations en janvier et 6,8 jours en juillet. Pour la période 1991-2020, la température moyenne annuelle observée sur la station météorologique installée sur la commune est de 11,6 °C et le cumul annuel moyen de précipitations est de 741,2 mm,. Pour l'avenir, les paramètres climatiques de la commune estimés pour 2050 selon différents scénarios d'émission de gaz à effet de serre sont consultables sur un site dédié publié par Météo-France en novembre 2022.
| Mois                                  | jan.             | fév.           | mars           | avril         | mai             | juin            | jui.           | août           | sep.          | oct.            | nov.             | déc.             | année      |
| ------------------------------------- | ---------------- | -------------- | -------------- | ------------- | --------------- | --------------- | -------------- | -------------- | ------------- | --------------- | ---------------- | ---------------- | ---------- |
| Température minimale moyenne (°C)     | 1,1              | 0,5            | 2,4            | 4,4           | 8,3             | 11,6            | 13,2           | 12,8           | 9,1           | 7,1             | 3,7              | 1,6              | 6,3        |
| Température moyenne (°C)              | 4,4              | 4,8            | 8              | 10,7          | 14,5            | 17,9            | 19,9           | 19,6           | 15,6          | 12              | 7,5              | 4,8              | 11,6       |
| Température maximale moyenne (°C)     | 7,6              | 9,1            | 13,5           | 17            | 20,7            | 24,2            | 26,6           | 26,5           | 22,1          | 17              | 11,3             | 8                | 17         |
| Record de froid (°C) date du record   | −19,5 09.01.1985 | −18,9 07.02.12 | −13,9 01.03.05 | −5,5 11.04.03 | −2,2 07.05.1979 | −0,5 05.06.1991 | 4,4 04.07.1984 | 2,7 30.08.1993 | −0,5 25.09.02 | −6 30.10.1997   | −11,4 24.11.1998 | −15,6 30.12.1985 | −19,5 1985 |
| Record de chaleur (°C) date du record | 17,1 16.01.1993  | 24,5 27.02.19  | 26 30.03.17    | 31 20.04.18   | 34,5 28.05.17   | 40 29.06.19     | 42,5 25.07.19  | 40,9 05.08.03  | 35,3 04.09.05 | 30,5 01.10.1985 | 22,7 07.11.15    | 19,5 16.12.1989  | 42,5 2019  |
| Précipitations (mm)                   | 63,2             | 53,7           | 53,7           | 56,8          | 66,8            | 55,3            | 64,4           | 49,4           | 55,7          | 69,7            | 74,6             | 77,9             | 741,2      |

## Urbanisme

### Typologie
Au 1er janvier 2024, Ligny-le-Ribault est catégorisée bourg rural, selon la nouvelle grille communale de densité à sept niveaux définie par l'Insee en 2022.
Elle est située hors unité urbaine. Par ailleurs la commune fait partie de l'aire d'attraction d'Orléans, dont elle est une commune de la couronne,. Cette aire, qui regroupe 136 communes, est catégorisée dans les aires de 200 000 à moins de 700 000 habitants,.

### Occupation des sols
L'occupation des sols de la commune, telle qu'elle ressort de la base de données européenne d’occupation biophysique des sols Corine Land Cover (CLC), est marquée par l'importance des forêts et milieux semi-naturels (77,2 % en 2018), en augmentation par rapport à 1990 (74,4 %). La répartition détaillée en 2018 est la suivante :
forêts (77,2 %), zones agricoles hétérogènes (13,6 %), terres arables (5,9 %), prairies (1,8 %), zones urbanisées (1,5 %).
L'évolution de l’occupation des sols de la commune et de ses infrastructures peut être observée sur les différentes représentations cartographiques du territoire : la carte de Cassini (XVIIIe siècle), la carte d'état-major (1820-1866) et les cartes ou photos aériennes de l'IGN pour la période actuelle (1950 à aujourd'hui).

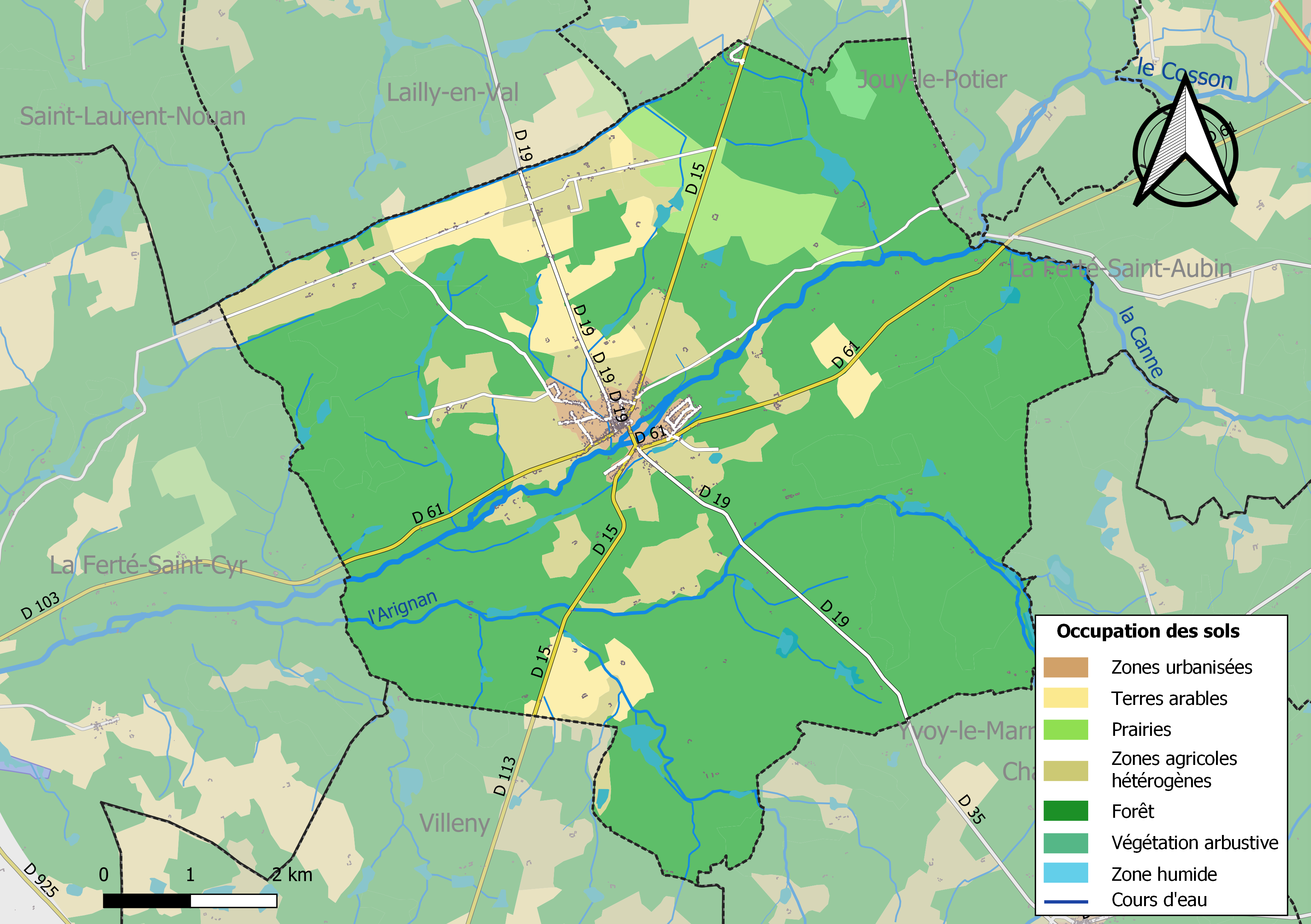
Carte des infrastructures et de l'occupation des sols de la commune en 2018 (CLC).
Carte orthophotographique de la commune en 2016.

### Planification
Le conseil municipal prescrit l'élaboration d'un plan local d'urbanisme le 12 septembre 2008, en remplacement du plan d'occupation des sols qui avait été élaboré en 1988 puis révisé en 1996, en application de la loi relative à la solidarité et au renouvellement urbains, dite loi SRU. Après l'enquête publique qui s'est déroulée du 3 janvier au 4 février 2013, le document est approuvé le 31 mai 2013. Une demande de modification est ensuite instruite et approuvée en octobre 2015,.

#### Documents d'orientations intercommunaux
La commune est membre du Pays Sologne Val-sud, qui regroupe 29 des communes de la Sologne du Loiret. Ce pays impose un certain nombre de contraintes, que les documents d’urbanisme doivent respecter en étant compatibles avec les documents d’orientations du Pays. Le pays a notamment élaboré une charte architecturale et paysagère en 2005.
En 2012, les Pays Forêt d'Orléans Val de Loire, Loire Beauce et Sologne Val Sud sont les seuls territoires du département du Loiret ne disposant pas de schéma de cohérence territoriale (SCoT). Compte tenu de l'intérêt de cet outil pour l'avenir des territoires, les élus de ces pays décident d'engager une démarche d'élaboration de SCOT. Le comité syndical du Pays Sologne Val Sud se prononce majoritairement en mars 2013 pour prendre la compétence SCoT dans ses statuts. Les quatre communautés de communes qui composent le Pays délibèrent en avril et mai 2013 pour confier "l'élaboration, la gestion et le suivi du SCoT" au Pays Sologne Val Sud. Les compétences sont modifiées en ce sens en juin 2013, le périmètre du SCOT est arrêté par le préfet le 10 octobre 2013. Après étude et concertation de 2014 à 2017, le document doit être approuvé en 2018.

### Voies de communication et transports

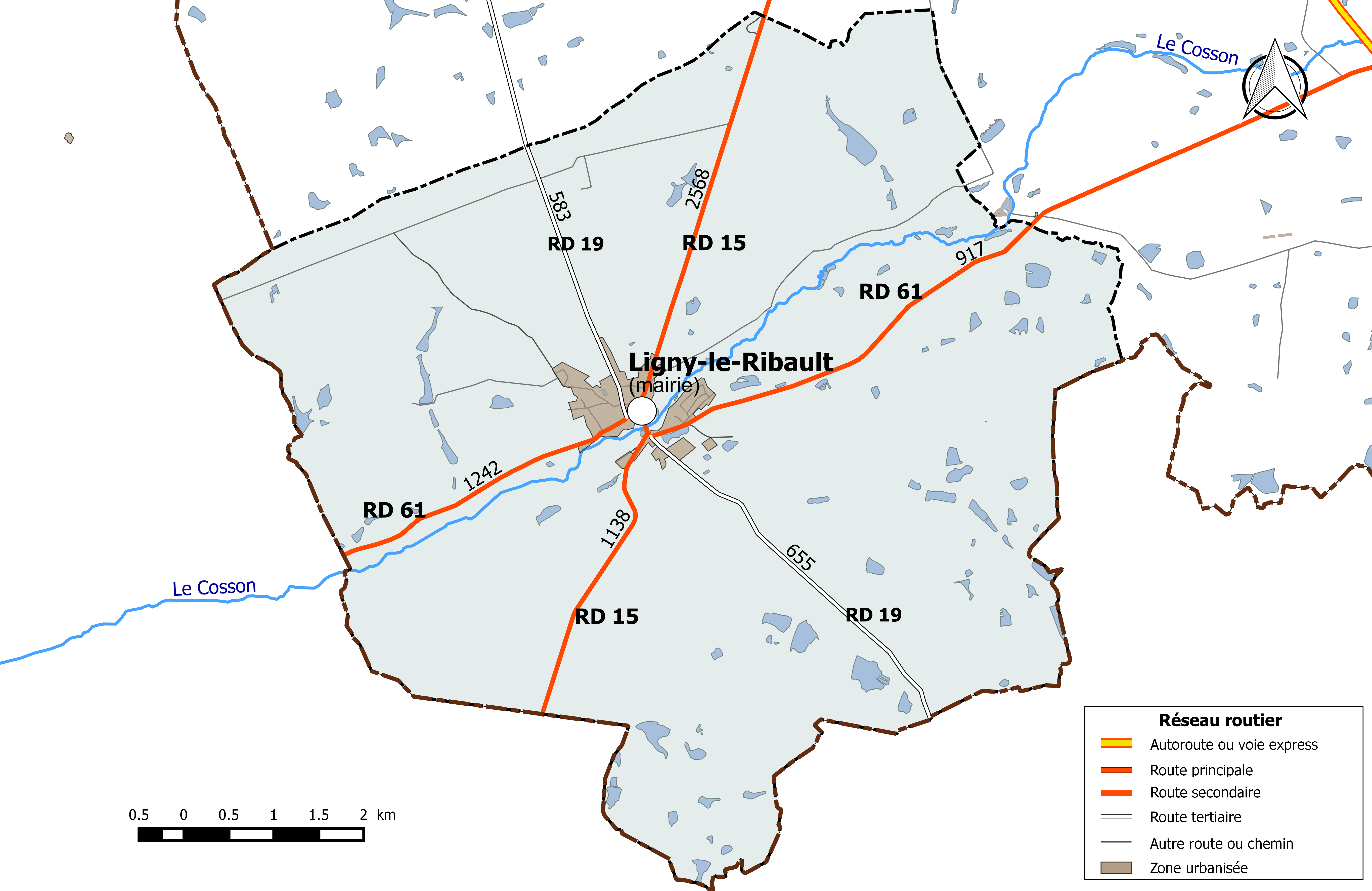
Réseau routier principal de la commune de Ligny-le-Ribault (avec indication du trafic routier 2014).

#### Infrastructures routières
Le réseau structurant de la commune est composé de trois routes départementales : les RD 15, 19 et 61. La RD 15 relie Olivet à Ligny-le-Ribault et supporte en 2014 un trafic de 2 568 véhicules/jour au nord du bourg et de 1 138 véhicules/jour au sud. Les deux autres routes départementales sont à faible trafic : la RD 19 (583 véhicules/jour au nord et 583 véhicules/jour au sud), qui relie Beaugency à Ligny-le-Ribault et la RD 61 (917 véhicules/jour à l'est et 1 242 à l'ouest), qui relie La Ferté-Saint-Aubin à Ligny-le-Ribault.

#### Transports en commun
En 2016, la commune est desservie par la ligne 19 du réseau Ulys, le réseau interurbain de transport par autocar du Conseil départemental du Loiret. Cette ligne, qui relie Cravant à Orléans, propose un nombre de dessertes variable en fonction des jours ouvrables de la semaine. Des correspondances SNCF sont assurées à la gare d'Orléans et TAO et Transbeauce à la Gare routière d'Orléans. À compter du 1er janvier 2017, la compétence des services de transports routiers interurbains, réguliers et à la demande est transférée des départements aux régions, et donc localement du département du Loiret à la région Centre-Val de Loire, consécutivement à la loi NOTRe du 7 août 2015.

### Risques majeurs
La commune de Ligny-le-Ribault est vulnérable à différents aléas naturels : climatiques (hiver exceptionnel ou canicule), mouvements de terrains ou sismique (sismicité très faible). Elle est également exposée à un risque technologique : le risque nucléaire.
Entre 1989 et 2019, huit arrêtés ministériels ayant porté reconnaissance de catastrophe naturelle ont été pris pour le territoire de la commune : trois pour des inondations et coulées de boues et cinq pour des mouvements de terrains.

#### Risques naturels
Le territoire de la commune peut être concerné par un risque d'effondrement de cavités souterraines non connues. Une cartographie départementale de l'inventaire des cavités souterraines et des désordres de surface a été réalisée. Il a été recensé sur la commune plusieurs effondrements de cavités.
Par ailleurs, le sol du territoire communal peut faire l'objet de mouvements de terrain liés à la sécheresse. Le phénomène de retrait-gonflement des argiles est la conséquence d'un changement d'humidité des sols argileux. Les argiles sont capables de fixer l'eau disponible mais aussi de la perdre en se rétractant en cas de sécheresse. Ce phénomène peut provoquer des dégâts très importants sur les constructions (fissures, déformations des ouvertures) pouvant rendre inhabitables certains locaux. Celui-ci a particulièrement affecté le Loiret après la canicule de l'été 2003. Une grande partie du territoire de la commune, dont le bourg, est soumise à un aléa « moyen » face à ce risque, selon l'échelle définie par le Bureau de recherches géologiques et minières (BRGM).
Depuis le 22 octobre 2010, la France dispose d’un nouveau zonage sismique divisant le territoire national en cinq zones de sismicité croissante. La commune, à l’instar de l’ensemble du département, est concernée par un risque très faible.

#### Risques technologiques
Dans le domaine des risques technologiques, une partie du territoire de la commune peut être concernée par le risque nucléaire. En cas d’accident grave, certaines installations nucléaires sont en effet susceptibles de rejeter dans l’atmosphère de l’iode radioactif. Or la commune se situe partiellement à l'intérieur du périmètre de 20 km du Plan particulier d'intervention de la centrale nucléaire de Saint-Laurent-des-Eaux. À ce titre les habitants de la commune, comme tous ceux résidant dans le périmètre proche de 20 km de la centrale ont bénéficié, à titre préventif, d'une distribution de comprimés d’iode stable dont l’ingestion avant rejet radioactif permet de pallier les effets sur la thyroïde d’une exposition à de l’iode radioactif. En cas d'incident ou d'accident nucléaire, des consignes de confinement ou d'évacuation peuvent être données et les habitants peuvent être amenés à ingérer, sur ordre du préfet, les comprimés en leur possession.

## Politique et administration

### Découpage territorial

#### Bloc communal: Commune et intercommunalités
La paroisse de Ligny acquiert le statut de municipalité avec le décret du 12 novembre 1789 de l'Assemblée Nationale puis celui de « commune », au sens de l'administration territoriale actuelle, par le décret de la Convention nationale du 10 brumaire an II (31 octobre 1793). Il faut toutefois attendre la loi du 5 avril 1884 sur l'organisation municipale pour qu'un régime juridique uniforme soit défini pour toutes les communes de France, point de départ de l’affirmation progressive des communes face au pouvoir central.
La commune apparaît orthographiée Ligny-le-Ribault dans l'arrêté de 1801. Aucun événement de restructuration majeure du territoire, de type suppression, cession ou réception de territoire, n'a affecté la commune depuis sa création.
La commune est membre de la communauté de communes du canton de La Ferté-Saint-Aubin depuis sa création le 14 novembre 2006, qui devient communauté de communes des Portes de Sologne le 20 janvier 2015.

#### Circonscriptions de rattachement
Sous l'Ancien Régime, à la veille des États généraux de 1789, la paroisse de Ligny était rattachée sur le plan ecclésiastique au diocèse d'Orléans, sur le plan judiciaire au bailliage d'Orléans, sur le plan militaire au gouvernement d'Orléans et sur le plan administratif à la généralité d'Orléans.
La loi du 22 décembre 1789 divise le pays en 83 départements découpés chacun en six à neuf districts eux-mêmes découpés en cantons regroupant des communes. Les districts, tout comme les départements, sont le siège d’une administration d’État et constituent à ce titre des circonscriptions administratives. La commune de Ligny-le-Ribault est alors incluse dans le canton de Lailli, le district de Beaugency et le département du Loiret.
La recherche d’un équilibre entre la volonté d’organiser une administration dont les cadres permettent l’exécution et le contrôle des lois d’une part, et la volonté d’accorder une certaine autonomie aux collectivités de base (paroisses, bourgs, villes) d’autre part, s’étale de 1789 à 1838. Les découpages territoriaux évoluent ensuite au gré des réformes visant à décentraliser ou recentraliser l'action de l'État. La régionalisation fonctionnelle des services de l'État (1945-1971) aboutit à la création de régions. L'acte I de la décentralisation de 1982-1983 constitue une étape importante en donnant l'autonomie aux collectivités territoriales, régions, départements et communes. L'acte II intervient en 2003-2006, puis l'acte III en 2012-2015.
Le tableau suivant présente les rattachements, au niveau infra-départemental, de la commune de Ligny-le-Ribault aux différentes circonscriptions administratives et électorales ainsi que l'historique de l'évolution de leurs territoires.
| Circonscription             | Nom                  | Période   | Type                         | Évolution du découpage territorial |
| --------------------------- | -------------------- | --------- | ---------------------------- | --- |
| District                    | Beaugency            | 1790-1795 | Administrative               | La commune est rattachée au district de Beaugency de 1790 à 1795,. La Constitution du 5 fructidor an III, appliquée à partir de vendémiaire an IV (1795) supprime les districts, rouages administratifs liés à la Terreur, mais maintient les cantons qui acquièrent dès lors plus d'importance. |
| Canton                      | Lailli               | 1790-1801 | Administrative et électorale | Le 10 février 1790, la municipalité de Ligny-le-Ribault est rattachée au canton de Lailli. Les cantons acquièrent une fonction administrative avec la disparition des districts en 1795. |
| Canton                      | La Ferté-Saint-Aubin | 1801-2015 | Administrative et électorale | Sous le Consulat, un redécoupage territorial visant à réduire le nombre de justices de paix ramène le nombre de cantons dans le Loiret de 59 à 31. Ligny-le-Ribault est alors rattachée par arrêté du 9 vendémiaire an X (30 septembre 1801) au canton de La-Ferté-Saint-Aubin,. |
| Canton                      | La Ferté-Saint-Aubin | 2015-     | Électorale                   | La loi du 17 mai 2013 et ses décrets d'application publiés en février et mars 2014 introduisent un nouveau découpage territorial pour les élections départementales. La commune est alors rattachée au nouveau canton de La Ferté-Saint-Aubin. Depuis cette réforme, plus aucun service de l'État n'exerce sa compétence sur un territoire s'appuyant sur le nouveau découpage cantonal. Le canton a disparu en tant que circonscription administrative de l'État ; il est désormais uniquement une circonscription électorale dédiée à l'élection d'un binôme de conseillers départementaux siégeant au conseil départemental. |
| Arrondissement              | Orléans              | 1801-     | Administrative               | Ligny-le-Ribault est rattachée à l'arrondissement d'Orléans depuis sa création en 1801,. |
| Circonscription législative | 3e circonscription   | 2010-     | Électorale                   | Lors du découpage législatif de 1986, le nombre de circonscriptions législatives passe dans le Loiret de 4 à 5. Un nouveau redécoupage intervient en 2010 avec la loi du 23 février 2010. En attribuant un siège de député « par tranche » de 125 000 habitants, le nombre de circonscriptions par département varie désormais de 1 à 21,. Dans le Loiret, le nombre de circonscriptions passe de cinq à six. Ligny-le-Ribault, initialement rattachée à la première circonscription, est, après 2010, rattachée à la troisième circonscription.                                                                                |

#### Collectivités de rattachement
La commune de Ligny-le-Ribault est rattachée au département du Loiret et à la région Centre-Val de Loire, à la fois circonscriptions administratives de l'État et collectivités territoriales.

### Politique et administration municipales

#### Conseil municipal et maire
Depuis les élections municipales de 2014, le conseil municipal  de Ligny-le-Ribault, commune de plus de 1 000 habitants, est élu au scrutin proportionnel de liste à deux tours (sans aucune modification possible de la liste), pour un mandat de six ans renouvelable. Il est composé de 15 membres. L'exécutif communal, est constitué par le maire, élu par le conseil municipal, parmi ses membres, pour un mandat de six ans, c'est-à-dire pour la durée du mandat du conseil.
| Période     | Période                      | Identité                     | Étiquette    | Qualité                                                                                                  |
| ----------- | ---------------------------- | ---------------------------- | ------------ | --- |
| 1800        | 1816                         | Charles Pierre Longuet       |              | |
| 1816        | 1826                         | Nicolas de Clinchamp         |              | Propriétaire à Vieux-Maisons                                                                             |
| 1826        | 1830                         | Auguste de Lange             |              | Propriétaire à La Cantée                                                                                 |
| 1830        | 1830                         | Louis Pobity                 |              | |
| 1831        | 1834                         | Étienne François Cleyette    |              | |
| 1834        | 1836                         | Isidore Huet                 |              | |
| 1836        | 1838                         | Ernest du Pré de Saint Maur  |              | Propriétaire à Bon-Hôtel                                                                                 |
| 1838        | 1847                         | Étienne François Cleyette    |              | |
| 1847        | 1856                         | Édouard du Faur de Pibrac    |              | Propriétaire à La Cour                                                                                   |
| 1856        | 1878                         | Ernest du Pré de Saint Maur  |              | Auditeur au Conseil d'État Propriétaire à Bon-Hôtel Conseiller général du canton de La Ferté-Saint-Aubin |
| 1878        | 1902                         | Georges du Pré de Saint Maur |              | Propriétaire à Bon-Hôtel Conseiller général du canton de La Ferté-Saint-Aubin                            |
| 1902        | 1903                         | Arthur du Pré de Saint Maur  |              | Propriétaire à Bon-Hôtel                                                                                 |
| 1903        | 1918                         | Alexandre André              |              | Propriétaire à La Frogerie                                                                               |
| 1919        | 1941                         | Jacques André                |              | Propriétaire à La Frogerie                                                                               |
| 1941        | 1941Identité=Léon Cailleteau |                              |              | |
| 1942        | 1945                         | Médéric de Vasselot de Régné |              | Propriétaire à La Cour                                                                                   |
| 1945        | 1953                         | Georges Ubald Bocquet        |              | Propriétaire à La Frogerie                                                                               |
| 1953        | 1964                         | Olivier Pajon                |              | |
| 1964 (25.9) | 1964 (6.10)                  | Denyse Durant des Aulnois    |              | |
| 1964        | 1977                         | Jean Bracquemont             |              | |
| 1977        | 2008                         | Gilles Durant des Aulnois    | RPR puis UMP | Notaire honoraire                                                                                        |
| 2008        | 2014                         | Gilles Landré de la Saugerie | UMP          | Colonel de l'armée française                                                                             |
| 2014        | En cours                     | Anne Durand-Gaborit          | LR           | Conseillère départementale                                                                               |

## Équipements et services

### Environnement

#### Gestion des déchets
En 2016, la commune est membre du syndicat mixte intercommunal pour le ramassage et le traitement des ordures ménagères (SMIRTOM) de la région de Beaugency, créé en 1971. Celui-ci assure la collecte et le traitement des ordures ménagères résiduelles en porte à porte, des emballages ménagers recyclables en porte à porte ou en points d’apport volontaire, du verre en points d’apport volontaire et des papiers en points d’apport volontaire
. Un réseau de sept déchèteries, dont une est située sur le territoire communal, accueille les encombrants et autres déchets spécifiques (déchets verts, déchets dangereux, gravats, ferraille, cartons…). L'élimination et la valorisation énergétique des déchets est effectuée dans l'UIOM de Saran depuis 1996, exploitée par la société Orvade, filiale du groupe Véolia, par délégation de service de la communauté urbaine Orléans-Métropole.
La loi NOTRe du 7 août 2015 rend obligatoire l’exercice de la compétence « gestion des déchets ménagers » pour les communautés de communes à partir du 1er janvier 2017, qui ne fait donc désormais plus partie des compétences de la commune mais de celle de la communauté de communes des Portes de Sologne. Dans ce cadre, le préfet du Loiret indique dans un courrier du 28 décembre 2016 aux présidents des communautés de communes concernées que le SMIRTOM de la région de Beaugency sera dissout le 30 juin 2017.

#### Production et distribution d'eau
Le service public d’eau potable est une compétence obligatoire des communes depuis l’adoption de la loi du 30 décembre 2006 sur l’eau et les milieux aquatiques. Au 31 décembre 2016, la production et la distribution de l'eau potable sur le territoire communal sont assurées par la commune elle-même.
La loi NOTRe du 7 août 2015 prévoit que le transfert des compétences « eau et assainissement » vers les communautés de communes sera obligatoire à compter du 1er janvier 2020. Le transfert d’une compétence entraîne de facto la mise à disposition gratuite de plein droit des biens, équipements et services publics utilisés, à la date du transfert, pour l'exercice de ces compétences et la substitution de la communauté dans les droits et obligations des communes,.

#### Assainissement
La compétence assainissement, qui recouvre obligatoirement la collecte, le transport et l’épuration des eaux usées, l’élimination des boues produites, ainsi que le contrôle des raccordements aux réseaux publics de collecte, est assurée par la commune elle-même.
La commune est raccordée à une station d'épuration située sur le territoire communal, mise en service le 1er octobre 1981 et dont la capacité nominale de traitement est de  1 000 EH, soit 150 m3/jour. Cet équipement utilise un procédé d'épuration biologique dit « à boues activées ». Son exploitation est assurée par Ligny le Ribault,.
L’assainissement non collectif (ANC) désigne les installations individuelles de traitement des eaux domestiques qui ne sont pas desservies par un réseau public de collecte des eaux usées et qui doivent en conséquence traiter elles-mêmes leurs eaux usées avant de les rejeter dans le milieu naturel. En 2017, la communauté de communes des Portes de Sologne assure le service public d'assainissement non collectif (SPANC), qui a pour mission de vérifier la bonne exécution des travaux de réalisation et de réhabilitation, ainsi que le bon fonctionnement et l’entretien des installations,.

## Population et société

### Démographie
L'évolution du nombre d'habitants est connue à travers les recensements de la population effectués dans la commune depuis 1793. Pour les communes de moins de 10 000 habitants, une enquête de recensement portant sur toute la population est réalisée tous les cinq ans, les populations de référence des années intermédiaires étant quant à elles estimées par interpolation ou extrapolation. Pour la commune, le premier recensement exhaustif entrant dans le cadre du nouveau dispositif a été réalisé en 2006.
En 2022, la commune comptait 1 255 habitants, en évolution de +0,97 % par rapport à 2016 (Loiret : +1,89 %, France hors Mayotte : +2,11 %).
| 1793 | 1800 | 1806 | 1821 | 1831 | 1836 | 1841 | 1846 | 1851 |
| ---- | ---- | ---- | ---- | ---- | ---- | ---- | ---- | ---- |
| 780  | 644  | 670  | 783  | 738  | 825  | 788  | 837  | 839  |

| 1856 | 1861 | 1866  | 1872  | 1876  | 1881  | 1886  | 1891  | 1896  |
| ---- | ---- | ----- | ----- | ----- | ----- | ----- | ----- | ----- |
| 805  | 939  | 1 023 | 1 190 | 1 299 | 1 366 | 1 402 | 1 350 | 1 358 |

| 1901  | 1906  | 1911  | 1921  | 1926  | 1931  | 1936  | 1946  | 1954  |
| ----- | ----- | ----- | ----- | ----- | ----- | ----- | ----- | ----- |
| 1 288 | 1 379 | 1 477 | 1 348 | 1 308 | 1 212 | 1 158 | 1 166 | 1 138 |

| 1962  | 1968 | 1975 | 1982 | 1990  | 1999  | 2006  | 2011  | 2016  |
| ----- | ---- | ---- | ---- | ----- | ----- | ----- | ----- | ----- |
| 1 032 | 939  | 895  | 960  | 1 033 | 1 121 | 1 298 | 1 290 | 1 243 |

| 2021  | 2022  | - | - | - | - | - | - | - |
| ----- | ----- | - | - | - | - | - | - | - |
| 1 247 | 1 255 | - | - | - | - | - | - | - |

## Patrimoine

### Les châteaux
- Bon-Hôtel inscrit à l'inventaire des Monuments historiques[89] ;
- La Cantée[90] ;
- La Cour[91] ;
- La Frogerie[92] ;
- Vieux-Maisons[93] ;

### Autres
- La tuilerie de la Bretèche inscrite à l'inventaire des Monuments historiques[94] ;
- L'église Saint-Martin[95] ;
- L'écomusée de l'association « Écomusée - Patrimoine de Ligny-le-Ribault » dont le but est la sauvegarde du patrimoine du village et de la Sologne[96] ;
- La maison des expositions ;
- Le lavoir communal[97].
- La Maison du cerf, installée entre 1993 et 2005 à Ligny, a été transférée à Villeny (Loir-et-Cher), à 7 km de Ligny[98].

Patrimoine
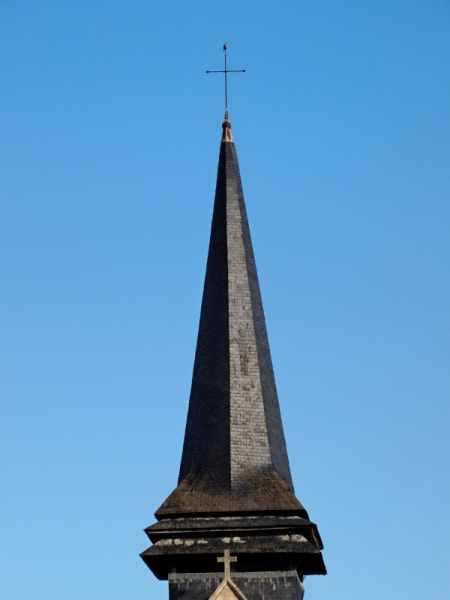
Le clocher de l'église Saint-Martin
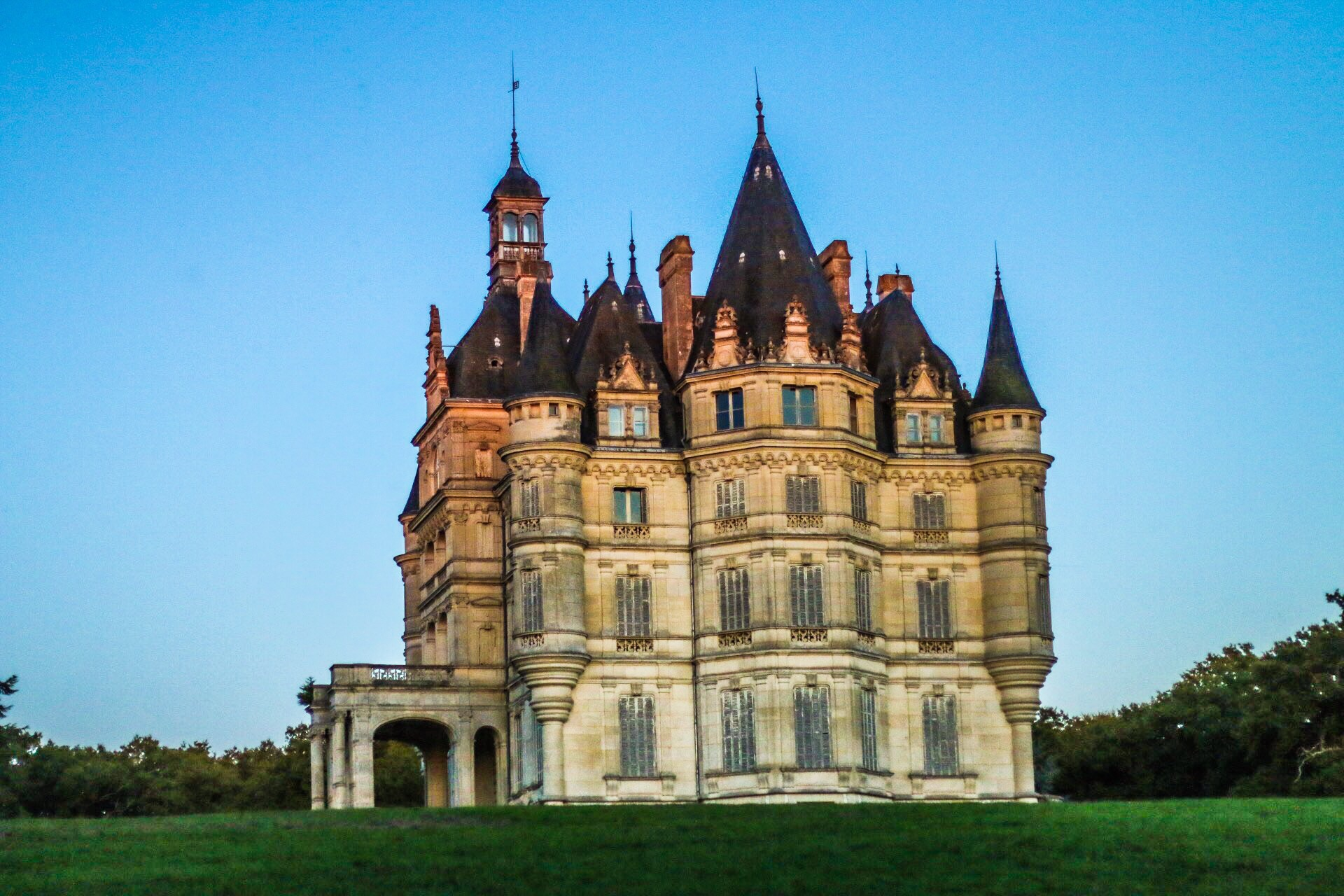
Le château de Bon-Hôtel
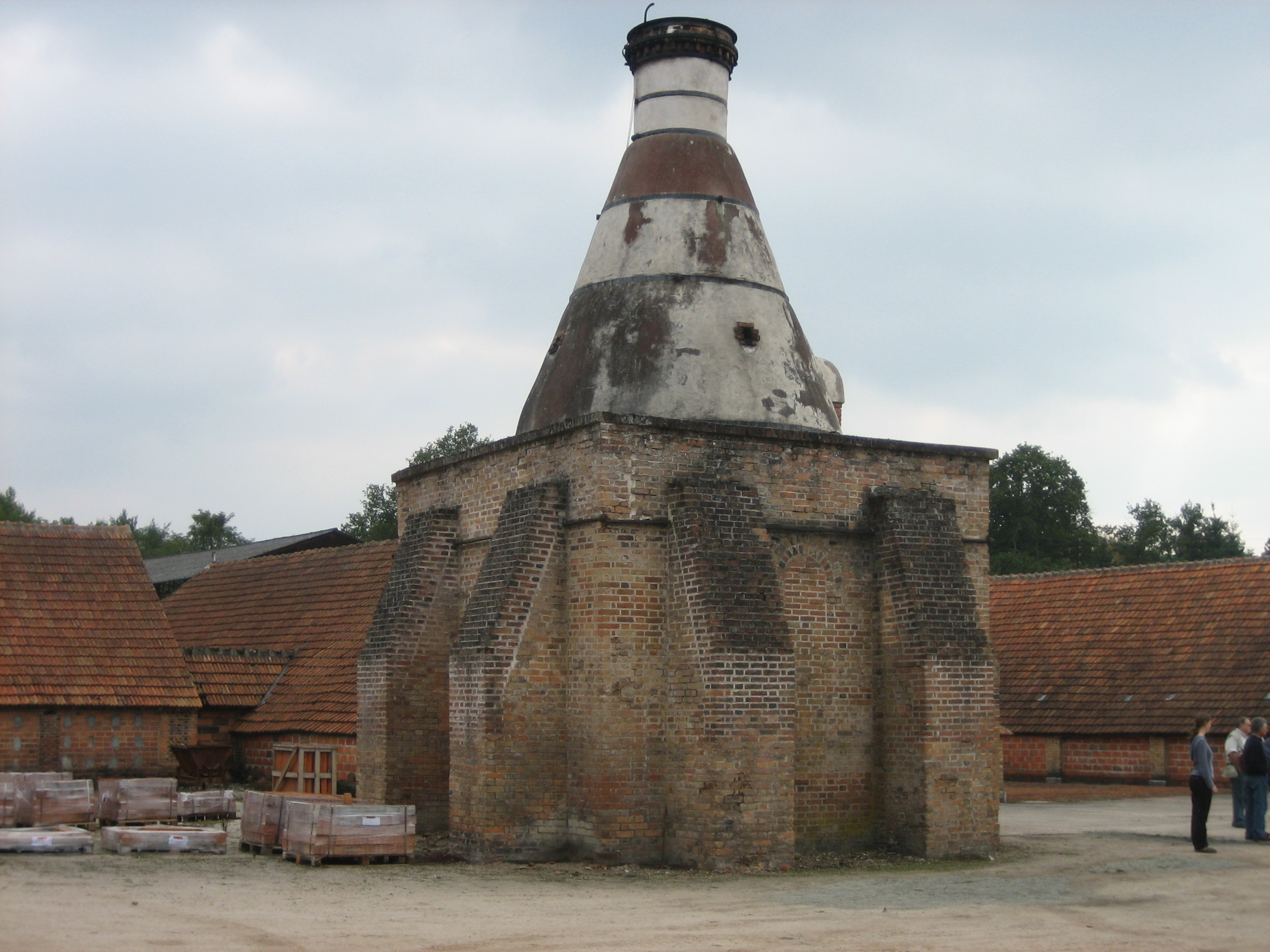
La tuilerie de la Bretèche

## Économie
Le village comporte l'une des rares briqueteries en fonction de Sologne, la tuilerie de la Bretèche. Elle conserve un vieux four à brique désaffecté datant de 1890. Le four et les séchoirs de la fin du XIXe siècle sont inscrits monument historique depuis le 14 juin 1999.

## Personnalités liées à la commune
- René Jamet (1889-1971), peintre français, né à Ligny-le-Ribault et mort à Cannes, a peint des tableaux représentant le village et ses alentours.
- Pierre Ségelle (1899-1960), ministre, y a exercé la profession de médecin[100].

## Divers
* Une des scènes de la série les Brigades du Tigre a été tournée près du cimetière du village. On peut y voir des impacts de balles sur le mur.[réf. nécessaire]
- La course de cyclisme sur route masculine Paris-Nice 2018 emprunte le territoire de la commune le 5 mars 2018[101].